# ベンカダ・ボウジアン
ベンカダ・ボウジアン（Benkada Bouzian）は、アルジェリアの男性キックボクサー。身長196cm、体重100kg。

## 来歴
2002年4月20日、イタリアで行われた K-1 OKTAGON 2002に出場。1回戦でハッサン・クズジュラルを2RTKOで破るが、負傷のため準決勝を辞退した。

## 戦績
| 勝敗 | 対戦相手               | 試合結果    | 大会名                    | 開催年月日    |
| ○    | ハッサン・クズジュラル | 2R 1:12 TKO | K-1 OKTAGON 2002【1回戦】 | 2002年4月20日 |